# Диогениан
Диогениа́н (др.-греч. Διογενειανός; II век) — выдающийся лексикограф, греческий грамматик, географ.
Диогениан был родом из Гераклеи, которая находится в Понте. Согласно Суде, Диогениан — автор «Λέξις παντοδαπὴ κατὰ στοιχεῖον» («Всеобъемлющий словарь в алфавитном порядке») в пяти книгах. Основой для словаря послужили ранее написанные словари Памфила Александрийского в 95 книгах и Зопириона (др.-греч. Ζωπυρίων) в четырёх книгах. В свою очередь словарь Диогениана послужил для создания словаря Гесихия Александрийского «Συναγωγὴ πασῶν λέξεων κατὰ στοιχεῖον» («Сборник всех слов в алфавитном порядке»). Кроме этого, Диогениан — автор книг: «Ἐπιγραμμάτων ἀνθολόγιον» («Сборник эпиграмм»), «Περὶ ποταμῶν, λιμνῶν, κρηνῶν, ὀρῶν, ἀκρωρειῶν» («О реках, гаванях, родниках, горах, горных хребтах»), «Περὶ ποταμῶν κατὰ στοιχεῖον ἐπίτομος ἀναγραφή» («О реках в алфавитном порядке»), «Συναγωγὴ καὶ πίναξ τῶν ἐν πάσῃ τῇ γῇ πόλεων» («Сборник и таблица всех городов мира»), «Περὶ παροιμιῶν» («Сборник пословиц»). Извлечение из «Сборника пословиц» опубликовано Томасом Гейсфордом (англ. Thomas Gaisford) в «Paroemiographi graeci» (1836) и Шнайдевином (нем. Friedrich Wilhelm Schneidewin) и Лойтшом (нем. Ernst von Leutsch) в «Paroemiographi graeci» (1839) и (1851).